# 布劳略·卢纳
布劳略·卢纳（西班牙語：Braulio Luna，1974年9月8日—），墨西哥男子足球运动员，司职中场。他曾代表墨西哥参加1995年泛美运动会足球比赛，获得一枚银牌。他也曾出战1998年和2002年国际足联世界杯。